# Yves Dreyfus
Yves Dreyfus (Clermont-Ferrand, 17 de mayo de 1931) es un deportista francés que compitió en esgrima, especialista en la modalidad de espada.
Participó en tres Juegos Olímpicos de Verano entre los años 1956 y 1964, obteniendo dos medallas, bronce en Melbourne 1956 y bronce en Tokio 1964. Ganó nueve medallas en el Campeonato Mundial de Esgrima entre los años 1954 y 1967.

## Palmarés internacional
| Juegos Olímpicos   | Juegos Olímpicos         | Juegos Olímpicos  | Juegos Olímpicos   |
| Año                | Lugar                    | Medalla           | Prueba             |
| ------------------ | ------------------------ | ----------------- | ------------------ |
| 1956               | Melbourne (Australia)    | Medalla de bronce | Espada por equipos |
| 1964               | Tokio (Japón)            | Medalla de bronce | Espada por equipos |
| Campeonato Mundial |                          |                   |                    |
| Año                | Lugar                    | Medalla           | Prueba             |
| 1954               | Luxemburgo (Luxemburgo)  | Medalla de bronce | Espada por equipos |
| 1961               | Turín (Italia)           | Medalla de plata  | Espada por equipos |
| 1962               | Buenos Aires (Argentina) | Medalla de oro    | Espada por equipos |
| 1962               | Buenos Aires (Argentina) | Medalla de bronce | Espada individual  |
| 1963               | Danzig (Polonia)         | Medalla de plata  | Espada individual  |
| 1963               | Danzig (Polonia)         | Medalla de plata  | Espada por equipos |
| 1965               | París (Francia)          | Medalla de oro    | Espada por equipos |
| 1966               | Moscú (URSS)             | Medalla de oro    | Espada por equipos |
| 1967               | Montreal (Canadá)        | Medalla de plata  | Espada por equipos |